# Halle Open 2015 - Qualificazioni singolare
Le qualificazioni del singolare dell'Halle Open 2015 sono state un torneo di tennis preliminare per accedere alla fase finale della manifestazione. I vincitori dell'ultimo turno sono entrati di diritto nel tabellone principale. In caso di ritiro di uno o più giocatori aventi diritto a questi sono subentrati i lucky loser, ossia i giocatori che hanno perso nell'ultimo turno ma che avevano una classifica più alta rispetto agli altri partecipanti che avevano comunque perso nel turno finale.

## Teste di serie
1. Vasek Pospisil (ultimo turno)
2. Benoît Paire (primo turno)
3. Jarkko Nieminen (qualificato)
4. Lukáš Lacko (qualificato)

1. Ričardas Berankis (qualificato)
2. Ruben Bemelmans (primo turno)
3. Alejandro Falla (qualificato)
4. Tatsuma Itō (ultimo turno)

## Qualificati
1. Ričardas Berankis
2. Alejandro Falla

1. Jarkko Nieminen
2. Lukáš Lacko

## Tabellone

### Legenda
| - Q = Qualificato - WC = Wild card - LL = Lucky loser | - ALT = Alternate - SE = Special Exempt - PR = Protected Ranking | - w/o = Walkover - r = Ritirato - d = Squalificato |

### Sezione 1
|  | Primo turno | Primo turno        | Primo turno        | Primo turno | Primo turno |  |  | Ultimo turno | Ultimo turno      | Ultimo turno      | Ultimo turno | Ultimo turno |  |
|  |             |                    |                    |             |             |  |  |              |                   |                   |              |              |  |
|  | 1           | Vasek Pospisil     | Vasek Pospisil     | 6           | 6           |  |  |              |                   |                   |              |              |  |
|  |             | Matthias Bachinger | Matthias Bachinger | 2           | 0           |  |  | 1            | Vasek Pospisil    | Vasek Pospisil    | 3            | 3            |  |
|  |             | Austin Krajicek    | 4                  | 7           | 4           |  |  | 5/Alt        | Ričardas Berankis | Ričardas Berankis | 6            | 6            |  |
|  | 5/Alt       | Ričardas Berankis  | 6                  | 5           | 6           |  |  |              |                   |                   |              |              |  |

### Sezione 2
|  | Primo turno | Primo turno      | Primo turno      | Primo turno | Primo turno |  |  | Ultimo turno | Ultimo turno    | Ultimo turno    | Ultimo turno | Ultimo turno |  |
|  |             |                  |                  |             |             |  |  |              |                 |                 |              |              |  |
|  | 2           | Benoît Paire     | 6                | 6(1)        | 2           |  |  |              |                 |                 |              |              |  |
|  | WC          | Tim Pütz         | 3                | 7           | 6           |  |  | WC           | Tim Pütz        | Tim Pütz        | 3            | 1            |  |
|  | WC          | Janko Tipsarević | Janko Tipsarević | 2           | 4           |  |  | 7            | Alejandro Falla | Alejandro Falla | 6            | 6            |  |
|  | 7           | Alejandro Falla  | Alejandro Falla  | 6           | 6           |  |  |              |                 |                 |              |              |  |

### Sezione 3
|  | Primo turno | Primo turno      | Primo turno      | Primo turno | Primo turno |  |  | Ultimo turno | Ultimo turno    | Ultimo turno    | Ultimo turno | Ultimo turno |  |
|  |             |                  |                  |             |             |  |  |              |                 |                 |              |              |  |
|  | 3           | Jarkko Nieminen  | Jarkko Nieminen  | 7           | 7           |  |  |              |                 |                 |              |              |  |
|  |             | Filip Krajinović | Filip Krajinović | 65          | 5           |  |  | 3            | Jarkko Nieminen | Jarkko Nieminen | 6            | 6            |  |
|  |             | Ryan Harrison    | Ryan Harrison    | 4           | 2           |  |  | 8            | Tatsuma Itō     | Tatsuma Itō     | 3            | 4            |  |
|  | 8           | Tatsuma Itō      | Tatsuma Itō      | 6           | 6           |  |  |              |                 |                 |              |              |  |

### Sezione 4
|  | Primo turno | Primo turno     | Primo turno | Primo turno | Primo turno |  |  | Ultimo turno | Ultimo turno  | Ultimo turno | Ultimo turno | Ultimo turno |  |
|  |             |                 |             |             |             |  |  |              |               |              |              |              |  |
|  | 4           | Lukáš Lacko     | 7           | 3           | 6           |  |  |              |               |              |              |              |  |
|  | WC          | Peter Gojowczyk | 65          | 6           | 4           |  |  | 4            | Lukáš Lacko   | 4            | 6            | 7            |  |
|  |             | Jürgen Melzer   | 3           | 6           | 7           |  |  |              | Jürgen Melzer | 6            | 3            | 5            |  |
|  | 6           | Ruben Bemelmans | 6           | 3           | 62          |  |  |              |               |              |              |              |  |